# كيربي ستار آلايس
كيربي ستار آلايس (بالإنجليزية:Kirby Star Allies) (باليابانية:星のカービィ スターア)، هي لعبة فيديو يابانية من إنتاج وتطوير هال لابوراتوري، ومن نشر شركة نينتندو، حيث صدرت في الأسواق يوم 16 مارس 2018، وتعمل على منصة نينتندو سويتش الحصرية.

## الموقع الخارجي
- الموقع الرسمي
 (بالانكليزية)